# ژان-لو امسل
ژان-لو امسل (به فرانسوی: Jean-Loup Amselle) انسان‌شناس و مردم‌شناس فرانسوی زاده مارسی در ۱۹۴۲ است. او مدیر ممتاز مطالعات در مدرسه عالی مطالعات علوم اجتماعی (EHESS) در پاریس و مدیر مسئول سابق مجله دفتر مطالعات آفریقایی است.